# Prospalta scherdlini
Prospalta scherdlini är en fjärilsart som beskrevs av Charles Oberthür 1921. Prospalta scherdlini ingår i släktet Prospalta och familjen nattflyn. Inga underarter finns listade i Catalogue of Life.